# Szófia–Várna-vasútvonal
A Szófia–Várna-vasútvonal egy normál nyomtávolságú, részben kétvágányú, 543,5 km hosszúságú vasútvonal Bulgáriában a főváros, Szófia és a tengerparti kikötőváros, Várna között. A vasútvonal 1899. november 3-án nyílt meg.

## Forgalom
A vasútvonalon napi hét pár távolsági vonat közlekedik, melyekből egy expressz. A menetidő 7-8 óra. Ezen kívül – például Szófia és Mezdra között – regionális vonatok is közlekednek.